# الدرب (تعز)
الدرب هي إحدى قرى الجمهورية اليمنية. وهي تتبع جغرافيًا لمحافظة تعز. وإداريًا لمديرية ماوية. يبلغ تعداد سكانها 969 نسمة حسب الإحصاء الذي جرى عام 2004.